# تام واکر (خواننده)
تام واکر (انگلیسی: Tom Walker؛ زادهٔ ۱۷ دسامبر ۱۹۹۱) خواننده-ترانه‌پرداز و موسیقی‌دان اهل بریتانیا است. وی از سال ۲۰۱۵ میلادی تاکنون مشغول فعالیت بوده‌است.